# Nataly Dawn
Natalie Knutsen (Sacramento, California, 29 de octubre de 1986), también conocida por su nombre artístico, Nataly Dawn, es una cantautora y música estadounidense. Es parte del dúo Pomplamoose junto con su marido Jack Conte, ha lanzado tres álbumes como solista además de numerosas colaboraciones con otros artistas.

## Biografía
Nacida el 29 de octubre de 1986 en Sacramento, California, hija de misioneros, Dawn pasó gran parte de su infancia en Europa, asistiendo a escuelas en Francia y Bélgica antes de regresar a los Estados Unidos para estudiar arte y literatura francesa en la Universidad Standford.
Entró en el movimiento musical de YouTube gracias a su novio, Jack Conte, y juntos han iniciado una colaboración llamada Pomplamoose. 
Dawn se comprometió con Jack Conte en enero de 2016, y se casaron en mayo de 2016.

### Pomplamoose
En Stanford, Dawn conoció a Jack Conte y formaron Pomplamoose, presentándose, grabando y editando sus canciones y vídeos en su propia casa al norte de California. Su primer video en Youtube fue una colaboración original , "Hail Mary", el cual aparecía en la página de inicio de Youtube. En 2010, el dúo empezó lanzar covers como "Single Ladies (Put a Ring on It)" de Beyoncé  y Telephone" de Lady Gaga.

### Trabajo como solista
En 2009, Dawn lanzó en iTunes su primera colección de como solista, Her Earlier Stuff, que comprende doce canciones que habían sido subidas a su canal de YouTube dos años atrás.
En 2010, en colaboración con Lauren O'Connell, Dawn forma su proyecto alternativo My Terrible Friend. En mayo de 2011, se anuncia que participaría con Barry Manilow en su nuevo álbum 15 Minutes, contribuyendo vocalmente en la canción "Letter from a Fan / So Heavy, So High".
El 17 de julio de 2011, Dawn anuncia que liberará un nuevo álbum de solista. Lanzó una campaña de financiación en Kickstarter, donde llegó a la meta de $20,000 en solo tres días. Para el 6 de septiembre de 2011, la campaña había conseguido a 2,315 interesados que donaron un total de $104,788; más de cinco veces la meta de $20,000.
En agosto de 2012, Nataly Dawn firma como solista con Nonesuch Registros, el cual liberó su álbum financiado con Kickstarter, How I Knew Her, el 12 de febrero de 2013. El álbum contiene doce canciones escritas por Dawn, fue producido por Jack Conte.
El 29 de octubre de 2016, Dawn lanza su tercer álbum, Haze.
El 23 de abril de 2019, Dawn lanza su cuarto álbum, For You

## Discografía

### Álbumes

#### (Her Earlier Stuff)
- Lanzamiento: 9 de septiembre de 2009

1. "Leslie"
2. "A Happy Song"
3. "Father Sympathy"
4. "Let Them Eat Cake"
5. "Waking Up"
6. "The Big Idea"
7. "Hope"
8. "Baise M'Encor"
9. "You're Not"
10. "Save Me"
11. "The Right Direction"
12. "My Hands Burn"

#### How I Knew Her
- Lanzado el 12 de febrero de 2013

1. "Araceli"
2. "Leslie"
3. "How I Knew Her"
4. "Back to the Barracks"
5. "Long Running Joke"
6. "Counting Down"
7. "Caroline"
8. "Please Don't Scream"
9. "Still a Believer"
10. "Even Steven"
11. "Why Did You Marry"
12. "I Just Wanted You to Get Old"

#### Haze
- Lanzado el 20 de octubre de 2016

1. "I Could Lose"
2. "Haze"
3. "Orchid"
4. "The Audience"
5. "For the Record"
6. "Maybe If"
7. "Old Friend"
8. "Call Your Love"
9. "Waiting Room"
10. "Amen"

#### For You
- Lanzado el 23 de abril de 2019

1. "For You"
2. "Huckleberry"
3. "Dog"
4. "Coffee Baby"
5. "Samson, Roxane & Me"
6. "Alternative Universe (The Story of Joe)"

Colaboró como corista en la canción "Happy" (2013) de Pharrel Williams' .

### Videos musicales
- "I Just Wanted You to Get Old"[12]
- "Please Don't Scream"[13]
- "Leslie"[14]
- "Araceli"[15]
- "How I Knew Her"[16]
- "Why Did You Marry"[17]